# Зигмунт Найдовський
Зигмунт Юзеф Найдовський (пол. Zygmunt Józef Najdowski; 25 квітня 1932, Цереквица — 9 січня 1998, Варшава) — польський комуністичний політик, член ЦК ПОРП, міністр культури ПНР, партійний керівник Торуня. На початку 1980 років стояв на позиціях «партійного бетону», виступав за силове придушення Солідарності. У Третій Речі Посполитій перебував в ортодоксально-комуністичних організаціях.

## Юність
Народився в сім'ї поміщицького службовця з Познанського (нині Куявсько-Поморське) воєводства. Дід Зигмунта Найдовського походив із кріпаків, батько був касиром у маєтку графа Альфреда Понінського. Юзеф Найдовський-старший перебував у ПСП, брав участь у польсько-радянській війні.
З дитинства Найдовський перейнявся комуністичними поглядами. В юності намагався організувати комуну у своєму селі. З 1954 року був членом урядущої компартії ПОРП. Це призвело Зигмунта до конфлікту з батьком — соціаліст і католик Юзеф, вірний традиції ПСП, не хотів терпіти в будинку комуніста. Згодом Зигмунт Найдовський вважав переслідування католицької церкви головною помилкою комуністичної влади ПНР.
Зигмунт Найдовський закінчив Університет Миколая Коперника в Торуні, здобув диплом філолога. Він важко сприйняв придушення робітничих протестів у Познані. Підтримав прихід до влади Владислава Гомулки та його «відлигу». Брав участь у молодіжному русі «Жовтень», заснував у Торуні неформальний «Революційний союз молоді».

## Партійно-урядова кар'єра
У 1957—1959 роках Зигмунт Найдовський — перший секретар університетського комітету ПОРП. До кінця 1958 року був також секретарем Бидгощського воєводського комітету польського комсомолу — Союзу соціалістичної молоді (ZMS). У 1959—1960 роках — заступник завідувача відділу пропаганди Бидгощського воєводського комітету ПОРП. У 1960 році переведено в апарат ЦК та до 1973 року обіймав посади інструктора й інспектора у відділі пропаганди й організаційному відділі. Одночасно у 1964—1969 роках Найдовський перебував у правлінні ZMS. У цій ролі брав участь у церемоніальних заходах Владислава Гомулки. Істотно, що головою ZMS у 1967—1972 роках був Анджей Жабинський.
З 1973 до 1975 рік, вже за правління Едварда Герека, Найдовський — секретар з організаційних питань Зеленогоурського воєводського комітету ПОРП. У 1975—1978 роках — перший секретар Торунського воєводського комітету ПОРП. У грудні 1975 року введено до складу ЦК ПОРП. 20 липня 1978 року призначено міністром культури та мистецтва ПНР (першим заступником був Веслав Бек, майбутній головний редактор «Трибуна люду»). Залишався на цій посаді до 8 жовтня 1980 року — в урядах Петра Ярошевича, Едварда Бабюха та Юзефа Піньковського. У 1976—1980 роках — депутат сейму ПНР.
На думку Стефана Братковського, з Найдовським сталося «те саме, що з багатьма людьми влади, які раніше мали гарні погляди та робили хороші дії: довго намагаючись зайняти становище й опинившись на вершині у 1980 році, вони заперечували себе» (в цьому плані Братковський порівнював Найдовського з Єжи Урбаном). Братковський характеризував еволюцію Найдовського як «перетворення молодого революціонера на апаратника». Але при цьому він називав «пристойною» поведінку Найдовського в роки апаратної кар'єри.

## «Бетон» і відставка
Масовий страйковий рух влітку 1980 року змусив керівництво ПОРП та уряд ПНР укласти Серпневі угоди та легалізувати незалежну профспілку Солідарність. Відбулися зміни у складі керівних кадрів: Едварда Герека на посаді першого секретаря ЦК змінив Станіслав Каня, Едварда Бабюха на чолі Радміну Юзеф Піньковський, потім Войцех Ярузельський. 1 жовтня 1980 року Зигмунт Найдовський повернувся на посаду першого секретаря Торунського воєводського комітету ПОРП (за тиждень залишив міністерство культури).
У нових умовах Зигмунт Найдовський зайняв позиції ортодоксально-комуністичного «партійного бетону». Він не належав до політичних лідерів сталінського крила ПОРП, як Тадеуш Грабський, Стефан Ольшовський, Мирослав Мілевський, Анджей Жабинський, Станіслав Кочелек. Але він був помітний серед консервативно-догматичних політиків «другого ряду „бетону“», як Януш Прокоп'як, Казімєж Циприняк, Влодзимеж Мокжищак, Станіслав Міскевич, Роман Ней, Здзіслав Куровський.
Попри свої колишні «відлигові» погляди, Найдовський наполягав на силовому придушенні «Солідарності» та вороже ставився до реформаторських «горизонтальних структур» ПОРП. Під його впливом воєводський комітет виключав із ПОРП лідера страйку на Торунському заводі Towimor, засновника руху «горизонталів» Збігнєва Іванува. Водночас прагнучи встановити контроль над «горизонталями», Найдовський, Кочелек і Циприняк були присутні на їхній конференції у Варшаві 20 листопада 1981 року.
Влітку 1981 року, напередодні IX надзвичайного з'їзду ПОРП, Найдовський закликав усунути від влади «нерішучих» Каню та Ярузельського. На засіданні з'їзду він запропонував замінити текст резолюції про «подолання кризи мирними засобами та власними силами» на «подолання кризи власними силами за всяку ціну». Це викликало різку критику Мечислава Раковського, представника «ліберального» крила. Раковський звинуватив Найдовського у готовності розстрілювати робітників. Цей епізод став відомим і створив Найдовському відповідну репутацію. На вулицях Торуні вивішувалися плакати, що повторювали звинувачення.
Згодом Найдовський пояснював свою позицію страхом перед радянською інтервенцією. Особливу тривогу викликав у нього лист ЦК КПРС на адресу ЦК ПОРП від 5 червня 1981 року. Найдовський вважав, що застосування сили владою ПНР краще за іноземне військове втручання. Але Каня оцінював позицію Найдовського як таку, що збігається з радянською — в обох випадках робилася ставка на воєнний стан.
Делегати IX з'їзду не обрали Зигмунта Найдовського до нового складу ЦК. Дещо раніше його зняли з посади Торунського першого секретаря. Політична кар'єра Найдовського миттєво завершилася. Відставка оформлялася як направлення на навчання у Вищій школі суспільних наук при ЦК ПОРП. Найдовський мав докторський ступінь з історії. З 1984 року отримував підвищену пенсію як колишній міністр.

## «Ортодокс „Пролетаріату“»
Страйковий рух у Польщі 1988 року, Круглий стіл та вибори 1989 року кардинально змінили Польщу. ПОРП відсторонили від влади, ПНР перетворено на Третю Річ Посполиту. Зигмунт Найдовський не брав жодної участі у цих подіях.
У новій державі Зигмунта Найдовського перевели на звичайну пенсію. Заробляв набором текстів на комп'ютері, купленому завдяки продажу чеської мисливської рушниці. Спробував повернутися до політики як опозиційного ортодоксального комуніста. Найдовський був серед засновників Асоціації польських марксистів — гуртка інтелектуалів від «ревізіоніста» Адама Шаффа до крайнього ортодоксу-догматика Всеволода Волчева. Керував семінаром «Група робітничого самоврядування».
З 1990 року Найдовський перебував у керівництві партії Спілка польських комуністів «Пролетаріат» (ZKP «Proletariat»). За життя Найдовського партія входила до коаліції «Союз лівих демократів», але успадкувала традиції крайнього «бетону». Серед лідерів ZKP «Proletariat» було кілька відомих функціонерів ПОРП, подібних до Найдовського. Партійні гасла витримувалися на кшталт радикального марксизму-ленінізму. Найдовський заявляв, що польські комуністи «не озброюються, подібно до лівих в Італії, але якщо трапиться війна, революція, іншого шляху не залишиться». ZKP «Proletariat» проіснував до 2002 року, але не мав жодного впливу в країні.
Зигмунт Найдовський, нещодавно великий партійно-державний керівник, власноруч розклеював плакати. При цьому він констатував маргінальність і непопулярність своєї партії. Драмою комунізму він називав «захоплення ідеології епігонами»: «Рух розвивають не Маркс і Ленін, а марксисти-ленінці, такі, як я».
Помер Зигмунт Найдовський у віці 65 років. Похований на цвинтарі Військові Повонзки.